# Chiến dịch Tullahoma
Chiến dịch Tullahoma hay Chiến dịch Trung Tennessee diễn ra từ 24 tháng 6 đến 3 tháng 7 năm 1863, thuộc Nội chiến Hoa Kỳ. Binh đoàn Cumberland của phe miền Bắc do thiếu tướng William S. Rosecrans chỉ huy đã lấn át binh đoàn Tennessee của phe miền Nam do đại tướng Braxton Bragg chỉ huy, từ một vị trí phòng ngự vững chắc đã đẩy lùi quân miền Nam ra khỏi Trung Tennessee và bắt đầu đe dọa Chattanooga.
Chiến dịch Tullahoma được cho là thành tựu đáng kể nhất của Rosecrans trong toàn cuộc chiến, và các sử gia đã mô tả đây là một chiến dịch "rực rỡ" giúp giành được những mục tiêu quan trọng với thương vong rất ít cho cả hai bên. Tuy nhiên, nó đã bị lu mờ bởi những chiến thắng khác diễn ra cùng lúc của miền Bắc tại Gettysburg và Vicksburg. Ngoài ra, sau chiến dịch này, quân đội miền Nam về cơ bản vẫn còn nguyên vẹn, và dẫn đến thất bại thảm hại của Rosecrans trong trận Chickamauga vào tháng 9 cùng năm.